# Pseuduvaria sessilicarpa
Pseuduvaria sessilicarpa är en kirimojaväxtart som först beskrevs av James Sinclair, och fick sitt nu gällande namn av Yvonne C.F. Su och Richard M.K. Saunders. Pseuduvaria sessilicarpa ingår i släktet Pseuduvaria och familjen kirimojaväxter. Inga underarter finns listade i Catalogue of Life.